# Нижньобаяновський
Нижньобаяновський (рос. Нижнебаяновский) — аул у Карасуцькому районі Новосибірської області Російської Федерації.
Входить до складу муніципального утворення Чернокур'їнська сільрада. Населення становить 165 осіб (2010).

## Історія
Згідно із законом від 2 червня 2004 року органом місцевого самоврядування є Чернокур'їнська сільрада.

## Населення
| 2002 | 2007 | 2010 |
| ---- | ---- | ---- |
| 234  | ↘186 | ↘165 |